# Jeff Hendrick
Jeffrey Patrick Hendrick (Dublin, 1992. január 31.) ír válogatott labdarúgó, legutóbb, 2020 és 2024 között a Newcastle United játékosa volt.

## Sikerei, díjai
- Derby County
  - The Central League Central Division Champions: 2009–10, 2010–11
  - Derbyshire Senior Cup: 2011